# 워크래프트 II: 비욘드 더 다크 포탈
워크래프트 II: 비욘드 더 다크 포탈(Warcraft II: Beyond the Dark Portal, 어둠의 저편)은 워크래프트 II: 타이드 오브 다크니스의 확장팩으로, 새로운 영웅들과 맵 지형과 캠페인 등이 추가되었다.
출시 당시 한국 정식 명칭으로 《워크래프트 2 확장팩 - 어둠의 저편》이라는 명칭이 사용되었고, 현재는 《비욘드 더 다크 포탈》이 공식 부제이다.
원래 전작과 더불어 배틀넷을 지원하지 않는 게임이었으나, 1999년에 《워크래프트 II: 배틀넷 에디션》이라는 배틀넷이 지원되는 리메이크 제품이 출시되었으며, 현재도 배틀넷을 통해 멀티플레이를 할 수 있다.

## 배경
2차 대전에서 휴먼 얼라이언스의 기적적인 역전 승리로 끝났다. 그러나 승리한 뒤에 반역자에 대한 숙청과 하이 엘프 족에서 얼라이언스의 이탈한 인원이 잇달아 일어나자 얼라이언스는 약화되었다. 그리고 그 위협은 아직 더 그들의 앞까지 머무른 채로 있었다.

## 개요
무대는 오크의 고향 드레노어이다. 새로운 시스템과 영웅 유닛이 첫 등장하였다. 이것은 지금까지의 통상의 유닛에 이름만 다르고 통상보다 강하며 특수한 기능을 가지는 유닛이다.

## 평가
| Warcraft II: Beyond the Dark Portal (1996) |       |
| --- | ----- |
| 통합 점수 통합사 점수 게임랭킹스 82% [ 3 ] 평론 점수 평론사 점수 CGW [ 4 ] 게임 레볼루션 [ 5 ] 게임스팟 92% [ 6 ] All Game Guide [ 7 ] Arcane 8/10 [ 8 ] |       |
| 통합 점수 |       |
| 통합사 | 점수  |
| 게임랭킹스 | 82%   |
| 평론 점수 |       |
| 평론사 | 점수  |
| CGW | [ 4 ] |
| 게임 레볼루션 | [ 5 ] |
| 게임스팟 | 92%   |
| All Game Guide | [ 7 ] |
| Arcane | 8/10  |